# Cabañas de Ebro
Cabañas de Ebro – gmina w Hiszpanii, w prowincji Saragossa, w Aragonii, o powierzchni 8,53 km². W 2011 roku gmina liczyła 553 mieszkańców.